# پوسای قدیس مسیحی
پوسای از نخستین قدیسان مسیحی ایرانی، از اعقاب اسیران رومی بود که در زمان شاپور دوم در پارس اسکان داده شدند. وی از مسیحیانی بود که تحت حکومت ساسانی در آرامش زندگی می‌کرد (و حتی) با بانویی محلی ازدواج کرد، به او (مسیحیت) را آموزش داد و فرزندان خود را تعمید داد و آنها را به شیوه مسیحیان پرورش و آموزش داد. وی بعداً افتخارات بزرگی (در دربار شاپور دوم) کسب کرد و در شهر شاهی جدید التاسیس کرخه لدان به سمت رئیس صنف بافندگان سلطنتی منصوب شد. وی بعداً توسط موبد موبدان به دلیل عدم پشت کردن به مسیحیت کشته شد.
در گزارش کاملتری از مسیحیان درباره مرگ پوسای اینگونه نوشته شده است که شمعون ملقب به پسر صباغ، اسقف شهرهای سلوکیه و تیسفون ضمن انکار پادشاهی ایران اعلام کرد که آنها طبق آموزه های مسیح دیگر مالیات و عوارضی به دولت ساسانی پرداخت نمی کنند.
این اقدامات باعث شد که پادشاه ایران کشیشان پیرو شمعون را به مرگ با شمشیر محکوم نماید. 
در زمان اجرای مراسم حکم اعدام شمعون و پیروانش،  
پوسای که اخیرا به مقام ریاست کارگران پادشاه رسیده بود و در میان جمعیت حضور داشت، به یکی از اعدامیان مسیحی قوت قلب میداد که از مرگ نترسد تا نور مسیح را ببیند. در نتیجه پوسای دستگیر و نزد پادشاه آورده به او اتهام خیانت به شاه را زدند.
پادشاه: تو سزاوار مرگ نیستی؟ مگر من تو را صاحب مقام نکردم؟ چرا با رفتن به تماشای مرگ این خائنین، مرا استهزا نمودی؟
پوسایی: مرگ آنان برای من حیات بخش می‏باشد. من از مقامی‏که تو به من داده ‏ای، چشم ‏پوشی می‏کنم چون پر از دام و تله می‏باشد و در عوض مرگی را که به آنها دادی می‏پذیرم، چون با شادی یکسان است.
پادشاه: ای ابله، تو نیز در پی همین سرنوشت هستی؟
پوسای: من مسیحی هستم و به خدای ایشان ایمان دارم و به همین جهت است که مرگ آنان را به مقامی ‏که تو به من داده‏ ای ترجیح می‏دهم.
پادشاه: او مقامی‏ را که به وی اعطا کرده بودم حقیر شمرد و به خود این اجازه را داد که با من همانند یکی از همردیفان خویش صحبت نماید. زبان او را در بیاورید تا برای دیگران سرمشق باشد.
دستور پادشاه ‏اجرا گشت و پوسای درگذشت.